# Tineatrix holubi
Tineatrix holubi är en skalbaggsart som först beskrevs av Schmidt 1889.  Tineatrix holubi ingår i släktet Tineatrix och familjen stumpbaggar. Inga underarter finns listade i Catalogue of Life.